# Waitakere United
Waitakere United – nowozelandzki klub piłkarski z siedzibą w Waitakere. Założony w 2004 roku, występuje w rozgrywkach New Zealand Football Championship.

## Osiągnięcia
- Mistrzostwo Nowej Zelandii (5): 2008, 2010, 2011, 2012 i 2013;
- Zdobywca Ligi Mistrzów OFC (2): 2007 i 2008;
- 7. miejsce w Klubowych Mistrzostwach Świata (2): 2007 i 2008[1].